# Биссендорф
Биссендорф (нем. Bissendorf) — община в Германии, в земле Нижняя Саксония.
Входит в состав района Оснабрюк.  Население составляет 14 444 человека (на 31 декабря 2006 года). Занимает площадь 96,36 км².
Коммуна подразделяется на 13 сельских округов.

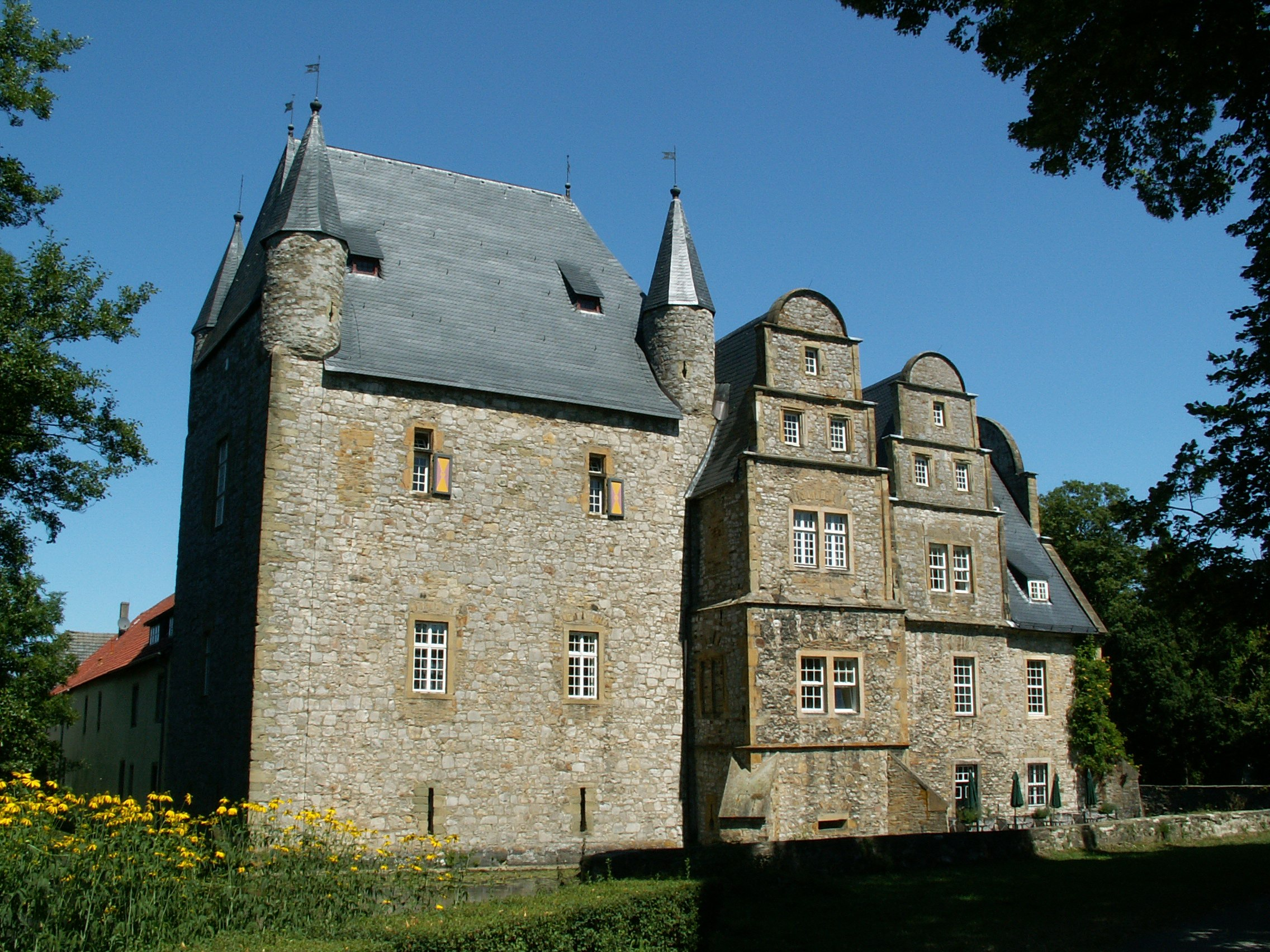
Биссендорф

| Год  | Население |
| ---- | --------- |
| 1990 | 12 455    |
| 1995 | 13 350    |
| 2000 | 13 976    |
| 2005 | 14 384    |
| 2010 | 14 295    |